# Кроуфорд Бепті
Кроуфорд Бепті (англ. Crawford Baptie; нар. 24 лютого 1959, Глазго, Шотландія) — шотландський футболіст.

## Життєпис
Футболом розпочав займатися в «Бейллістон Джуніорс». На професіональному рівнізахищав кольори клубів «Фолкерк», «Мотервелл», «Гамільтон Академікал», «Клайд» та «Стенхаузмур». По завершенні кар'єри гравця став головним менеджером «Фолкерка».